# Гобернадор-Коста
Гобернадор-Коста (исп. Gobernador Costa) — город и муниципалитет в департаменте Теуэльчес провинции Чубут (Аргентина).

## История
Поселенцы стали селиться здесь ещё в начале XX века. В 1937 году был официально основан населённый пункт, названный в честь Мануэля Косты, который был губернатором Национальной территории Чубут в 1925-25 годах.